# Милтон (Джорджия)
Милтон (англ. Milton) — город в округе Фултон в штате Джорджия в Соединённых Штатах Америки.
Согласно данным переписи населения США 2020 года число жителей города составляло 41 296 человек.

## История
Город назван в честь героя Войны за независимость США Джона Милтона, который также является тезкой бывшего округа Милтон, включавшего современный Милтон между 1857 и 1931 годами. 

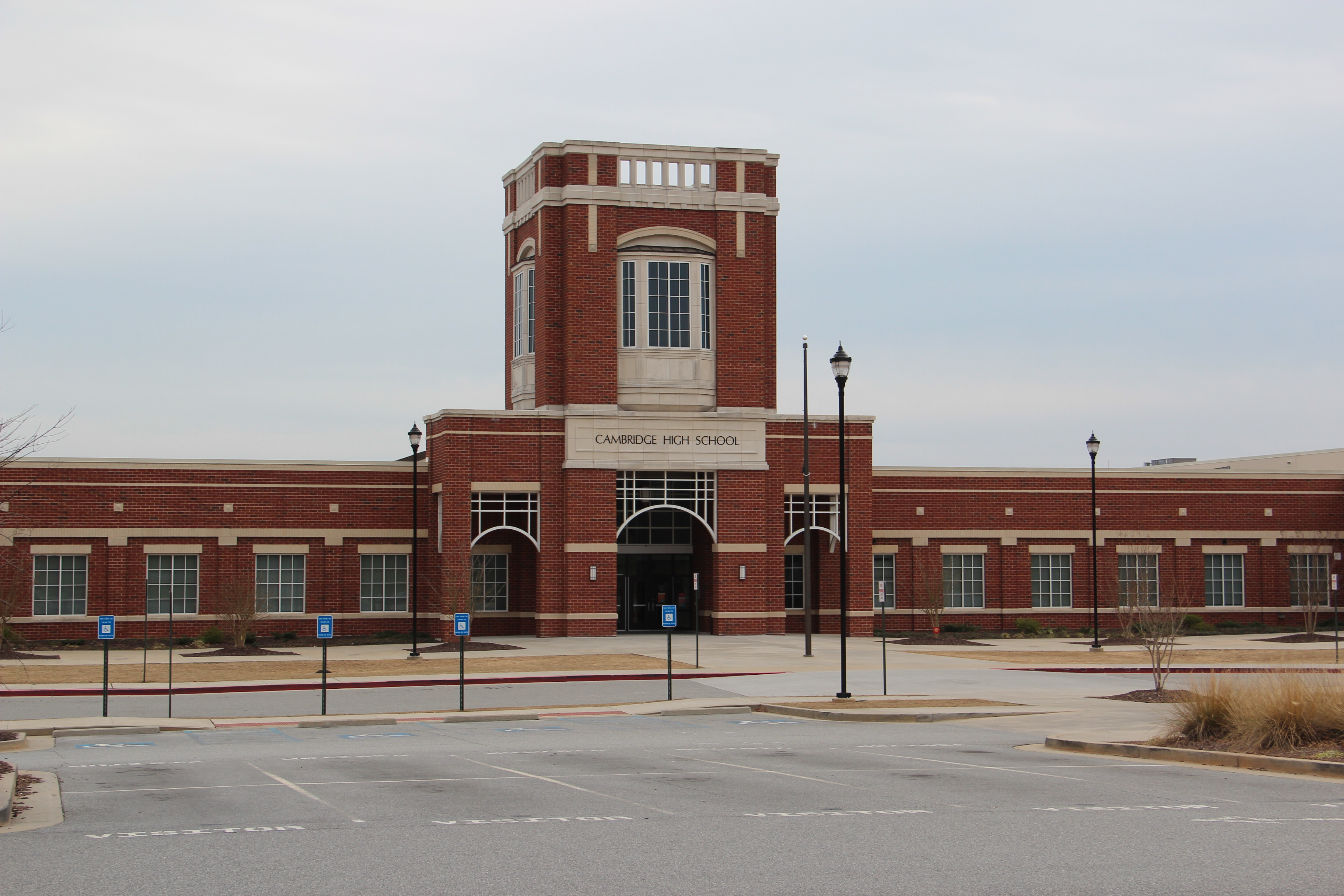
Средняя школа Кембриджа

Имея более 39 квадратных миль земли, большая часть которой отведена под сельскохозяйственные угодья, Милтон характеризуется своим фермерским наследием, просторными жилыми участками и атмосферой маленького города в сочетании с удобствами столичного региона.
В Милтоне находится штаб-квартира американской транснациональной корпорации Exide Technologies.
Милтон — один из самых богатых городов в штате Джорджия, известный своим высоким качеством жизни и прекрасными школами.

## География

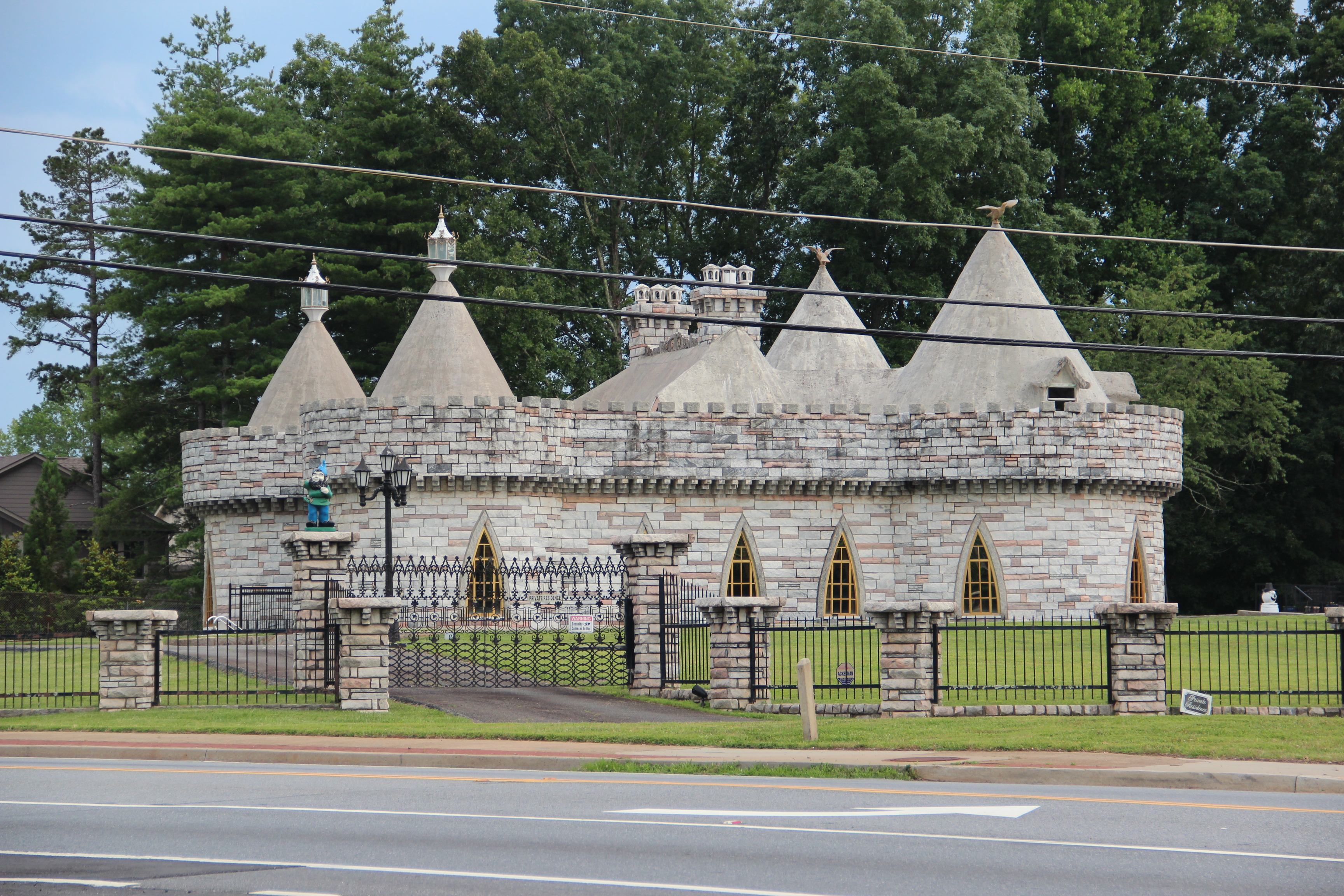
Замок Гномов, также известный как замок Маклафлина или замок Кейгла, в Милтоне

Город Милтон граничит с округами Чероки и Форсайт, а также с городами Розуэлл и Алфаретта. Последний комплексный план города делит Милтон на восемь «характерных районов», каждый из которых имеет, в некоторой степени, свои собственные уникальные характеристики; это Арнольд Милл, Бетани, Бирмингем, Центральный Милтон, Крабапл, Дирфилд, Милтон Лейкс и Свитэппл.
По данным Бюро переписи населения США, Милтон имеет общую площадь 39,2 квадратных миль (101,4 км2), из которых 38,5 квадратных миль (99,8 км2) — это суша и 0,62 квадратных миль (1,6 км2 или 1,59 %) — это водная поверхность. Высота над уровнем моря колеблется от 950 до 1280 футов (от 290 до 390 метров).
Две основные дороги с севера на юг, проходящие через Милтон, — это Georgia State Route 9 (на юго-востоке города) и Georgia State Route 372 (ближе к центру), которая также известна как Шоссе Бирмингем. Georgia State Route 140 проходит в юго-западной части города Милтона.